# Liden snerre
Liden snerre (Galium sterneri) er en flerårig plante i krap-familien. Den ligner parksnerre, men den er tæppedannende og sjældent over 15 centimeter høj med mange ikke-blomstrende skud. Desuden har frugten papiller og planten bliver sort ved tørring.
I Danmark findes liden snerre hist og her i Jylland og på Fyn i klitter, heder og skovlysninger. Den blomstrer i juni og juli.